# Douglas Sirk
Douglas Sirk, de nacimiento Hans Detlef Sierck (Hamburgo, Imperio alemán, 26 de abril de 1897 - Lugano, Suiza, 14 de enero de 1987), fue un director de cine alemán que inició la carrera en su país, se exilió en 1937 a Estados Unidos, y prosiguió como reconocido director de cine estadounidense. Muy al final de su vida regresó a Europa.Especialista en el melodrama, aunque dirigió películas de otros géneros como la comedia, el musical o el western, entre sus obras más valoradas por la crítica figuran Zu neuen Ufern (1937), Imitation of Life (1959) o Written on the Wind (1956).
A lo largo de su trayectoria obtuvo 7 nominaciones y 5 galardones entre los que destacan el de mejor película en el Festival de Venecia (Schlußakkord, 1936)y los premios honoríficos de la Academia de Cine Alemán (1976) y de los Premios de Cine Bávaro (1986).

## Trayectoria

### En Alemania
Hans Detlef Sierck, hijo de un periodista danés, nació en Hamburgo. Pasó su primera infancia en Dinamarca, hasta que su padre regresó a Alemania, lugar donde se nacionalizó. Sierck se formó en las universidades de Múnich, Jena y Hamburgo con grandes teóricos del arte en Alemania: fue alumno aventajado de Erwin Panofsky, en Hamburgo, y escribió para él un ensayo sobre las relaciones entre la pintura alemana medieval y los autos dramáticos.
Siendo estudiante trabajó como ayudante del Teatro Alemán de Hamburgo, uno de los más importantes. Fue nombrado director artístico de varios teatros en Bremen y Leipzig, puso en escena obras de Molière, Büchner y Strindberg, también Brecht y otros. Conoció a grandes directores teatrales como Max Reinhardt.
Empezó a filmar películas en 1935 y Detlef Sierck se convirtió en un afamado director alemán para UFA, la gran productora alemana desaparecida tras la desnazificación. Algunas de sus películas iniciales incluyen Das Hofkonzert (Acorde final, 1936)protagonizada por Zarah Leander o Zu neuen Ufern (La Habanera, 1937). Hizo siete películas propias algunas, como las citadas, de importancia en el desarrollo del sonoro y del cine de su país. Ya había creado un estilo propio, su dirección de actores era sólida y destacaba por una iluminación y un ritmo muy especiales.

### En Estados Unidos
Sin embargo Sirk, no sin dificultades, huyó de la presión de la Alemania nazi en 1937 en busca de horizontes libres para su trabajo. Inicialmente se trasladó a Italia, entonces gobernada por Benito Mussolini, para trasladarse posteriormente entre 1938 y 1939 a Francia y Holanda donde trabajó en el cine. Con el estallido de la Segunda Guerra Mundial se trasladó a Hollywood en 1939, reclamado por los Warner, que le pedían rodar de nuevo una de sus películas de éxito en Europa. 
Unos años después, en 1943, dirigió su primer filme estadounidense llamado Hitler's Madman, y empezó a firmar sus obras como Douglas Sirk. En diferentes entrevistas afirmó que la diferencia entre los estudios de Hollywood respecto a Europa era grande pero que, en los Estados Unidos, los técnicos estaban más al día que en cualquier otra parte.Rodó Summer Storm (Extraña confesión, 1944), logrando profundidad dramática con personajes complicados pues la película se basaba en un relato de Antón Chéjov, y su autor quedó satisfecho del resultado.
En 1948 hizo Sleep, My Love (Pacto tenebroso), film negro y trágico protagonizado por Claudette Colbert, en el que una mujer se despierta en medio de la noche con una pistola en su bolso a bordo de un tren sin recordar nada de lo sucedido. Cuando regresa a Boston, intenta aclararlo con su marido, un arquitecto, pero todo resulta cada vez más turbio.
Entre 1949 y 1950 Sirk residió un año en Alemania pero acabó volviendo a Estados Unidos para incorporarse a Universal Pictures en 1950, donde dirigió cintas de diversos géneros como comedia, western y cine bélico.  
En 1951 rueda Thunder on the Hill (Tempestad en la cumbre) adaptación de la obra teatral Bonaventure escrita por Charlotte Hastings en la que una joven condenada por el asesinato de su hermano va a ser trasladada al lugar de la ejecución. Una gran tormenta seguida de una inundación la aísla con el policía que la custodia en un convento-hospital. Allí una monja muy activa (Claudette Colbert) en pocas horas descubrirá al verdadero criminal. 
Sirk obtuvo su mayor reconocimiento popular gracias a sus películas de género melodramático. Varios de ellas fueron nuevas versiones de películas previas firmadas por John M. Stahl (1896-1950). Se ha señalado que las películas homónimas de Stahl y de Sirk (Imitation of Life, Magnificent Obsession, Interludio, de alta calidad para Sirk), son de valía similar, si bien sus puntos de vista y sus estéticas difieren del todo destacando por su carácter barroco las de Sirk (ya que a Stahl le gustaba la naturalidad dentro de las situaciones extremas).
En esta parte de su trayectoria destacan obras como All I Desire (Su gran deseo, 1953), donde la protagonista, encarnada por Barbara Stanwyck, abandona su pequeño pueblo y a su familia para trabajar como actriz, en 1900. Diez años más tarde su hija la invita para que la vea actuar en una pieza de su instituto y, con este regreso momentáneo, resurgen viejos conflictos y nuevos estados emocionales. 
Magnificent Obsession (Obsesión, 1954) protagonizada por Jane Wyman, Rock Hudson y Agnes Moorehead trata de un joven multimillonario, egoísta, Bob Merrick, que sufre un accidente y le instalan en el hospital dentro de un pulmón artificial. El doctor que se encarga de su tratamiento fallece de un ataque y su viuda, Helen, comprueba con sorpresa que está arruinada ya que su marido hacía muchos donativos para gente humilde. Tratando de compensar a su viuda Bob y Helen comienzan a acercarse enamorándose de ella. 
Written on the Wind (Escrito sobre el viento, 1956), con Rock Hudson, Lauren Bacall, Robert Stack y Dorothy Malone (quien obtuvo un Premio Óscar por su interpretación) en sus papeles principales, narra la historia de un playboy alcohólico que se casa con la mujer que ama en secreto su pobre, pero trabajador, mejor amigo quien, a su vez, es perseguido por la hermana ninfómana del playboy. 
Interpretada por Jane Wyman y Rock Hudson, All That Heaven Allows (Sólo el cielo lo sabe, 1955), narra la historia de una viuda de clase alta decide casarse con su joven jardinero. El matrimonio será mal visto por los amigos e hijos de la protagonista, lo cual llevará a que ella misma tome una decisión al respecto. En 1995 fue considerada «cultural, histórica y estéticamente significativa» por la Biblioteca del Congreso de Estados Unidos y seleccionada para su preservación en el National Film Registry.
Never say goodbye (Hoy como ayer, 1956), dirigida por Jerry Hooper pero con la dirección sin acreditar de Sirk, muestra a un cirujano del ejército estadounidense (Rock Hudson) que se casa con una joven pianista austríaca (Cornell Borchers). Al desaparecer ella en la zona bajo control soviético del Berlín posterior a la Segunda Guerra Mundial todos presuponen que la joven ha fallecido. Sin embargo no ha sido así aunque tendrán que pasar años hasta que ambos vuelvan a encontrarse. 
Sirka también realizó en esta etapa diferentes adaptaciones, como la de la novela de William Faulkner The Tarnished Angels (Ángeles sin brillo, 1957) o de A Time to Love and a Time to Die (Tiempo de amar, tiempo de morir, 1958) basada en la novela bélica del autor alemán Erich Maria Remarque filmada en su país de origen pero donde no tuvo buena acogida. 

### Retorno
Después de dirigir su más grande éxito melodramático, en 1959, Imitación a la vida, sintió que había concluido un ciclo vital, y decidió abandonar los estudios estadounidenses, aprovechando una enfermedad. No se sentía nada a gusto en un país en el que el macarthismo había estado persiguiendo a escritores y cineastas. 
Se retiró a Europa pero tampoco se sentía a gusto en Alemania, pues veía una sociedad muy hipócrita y que no se había depurado (como señaló en 1969). De todos modos, aunque eligió vivir en Suiza, ente 1960 y 1969 dirigió varias piezas teatrales en Múnich.

## Filmografía

### Largometrajes
- Das Mädchen vom Moorhof (1935). La chica del cenagal.
- April, April! (1935). ¡Abril, Abril!
- 'T was een april (1935) co-director, versión holandesa de la anterior.
- Stützen der Gesellschaft (1935). Pilares de la sociedad.
- La Chanson du souvenir (1936) codirector
- Schlußakkord (1936). V. esp.: Acorde final. La novena sinfonía
- Das Hofkonzert (1936). Concierto en la corte.
- Zu neuen Ufern (1937). V. esp.: La golondrina cautiva
- La Habanera (1937). V. esp.: La Habanera
- Accord final (1938). Película franco-suiza.
- Boefje (1939). Rodada en Róterdam.
- Hitler's Madman (1943). El orate de Hitler. Estadounidense; firma ya como Douglas Sirk.
- Summer Storm (1944)
- A Scandal in Paris (1946). V. esp.: Escándalo en París
- Lured (1947). V. esp.: (El asesino poeta)
- Sleep, My Love (1948). V. esp.: Duerme mi amor.
- Shockproof (1949). V. esp.: (Más fuerte que la ley)
- Slightly French (1949)
- Mystery Submarine (1950)
- The First Legion (1951)
- Thunder On The Hill (1951). V. esp.: Tempestad en la cumbre.
- The Lady Pays Off (1951)
- Week-End with Father (1951)
- No Room for the Groom (1952)
- Has Anybody Seen My Gal? (1952). V. esp.: ¿Has visto a mi chica?, comedia.
- Meet Me at the Fair (1953)
- Take Me to Town (1953)
- All I Desire (1953). V. esp.: Su gran deseo.
- Taza, Son of Cochise (1954). V. esp.: Herencia sagrada
- Magnificent Obsession (1954). V. esp.: Obsesión
- Sign of the Pagan (1954). V. esp.: Atila, rey de los hunos
- Captain Lightfoot (1955)
- All That Heaven Allows (1955). V. esp.: Sólo el cielo lo sabe.
- There's Always Tomorrow (1956). V. esp.: Siempre hay un mañana.
- Never Say Goodbye (1956)., V. esp.: Hoy como ayer
- Written on the Wind (1956). V. esp.: Escrito sobre el viento
- Battle Hymn (1957). V. esp.: Himno de batalla
- Interlude (1957).  V. esp.: Interludio de amor
- The Tarnished Angels (1957). V. esp.: Ángeles sin brillo, basada en la novela de William Faulkner, Pylon.
- A Time to Love and a Time to Die (1958). V. esp.: Tiempo de amar, tiempo de morir, basada en Erich Maria Remarque.
- Imitation of Life (1959). V. esp.: Imitación a la vida, último y excelente melodrama.
- Bourbon Street Blues (1979), codirector.

### Cortometrajes
- Zwei Genies (1934)
- Der Eingebildete Kranke (1935)
- Dreimal Ehe (1935)
- Sprich zu mir wie der Regen (1975) codirector
- Sylvesternacht (1977) codirector

## Premios y distinciones
Festival Internacional de Cine de Venecia
| Año  | Categoría             | Película           | Resultado |
| ---- | --------------------- | ------------------ | --------- |
| 1936 | Copa al mejor musical | La novena sinfonía | Ganadora  |